# Hermann Fischer (Fotograf)
Hermann Fischer (* 2. November 1885 in Braunschweig; † 8. Juni 1975 ebenda), auch Hermann Fischer-Braunschweig und Hermann Fischer-Wahrenholz, war ein deutscher Natur- und Tierfotograf sowie Grafiker.

## Leben und Werk
Hermann Fischer wurde in der Braunschweiger Kannengießerstraße 27 geboren. Sein Vater war Schuhmacher, seine Mutter stammte aus dem kleinen Dorf Mönchevahlberg, 20 km südöstlich von Braunschweig. Zwischen 1900 und 1904 absolvierte er eine Lehre zum Dekorationsmaler. Dabei zog er sich eine Terpentinvergiftung zu, sodass er die Ausbildung abbrechen musste. Im Warenhaus Wilhelm Klopp fand er eine Anstellung als Plakatmaler. Das Kaufhaus Klopp verfügte über ein eigenes Fotoatelier. Eines Tages soll Fischer dort für den abwesenden Hausfotografen eingesprungen sein, weil er der einzige mit Fotografieerfahrung war, und ein Foto der Braunschweiger Schriftstellerin Ricarda Huch angefertigt haben. Während seiner Zeit als Plakatmaler bei Klopp betätigte sich Fischer privat auch als Landschaftsmaler, stellte seine Arbeiten aus und verkaufte wegen der positiven Resonanz auch etliche.
Dank eines Stipendiums Ernst Augusts, des letzten Welfen-Herzogs auf dem Thron des Herzogtums Braunschweig, und eines Stipendiums der Georg-Westermann-Stiftung konnte Fischer die Kunstgewerbeschule (Vorläuferin der heutigen Hochschule für Bildende Künste Braunschweig) besuchen. Zu seinen Lehrern gehörten u. a. Hans Herse und Johannes Leitzen. Einer seiner Förderer war Georg Zeidler, Professor an der Technischen Hochschule Braunschweig.
Ursprünglich hatte Fischer beabsichtigt, seine Studien an der Kunstgewerbeschule Weimar bei Fritz Mackensen fortzusetzen. Dies wurde verunmöglichte durch seine Teilnahme am Ersten Weltkrieg, in dessen Verlauf er 1917 schwer verwundet wurde. Nach Braunschweig zurückgekehrt, fand er eine Anstellung als Gebrauchsgrafiker beim Nutzfahrzeughersteller Büssing.

### Grafiker für Büssing

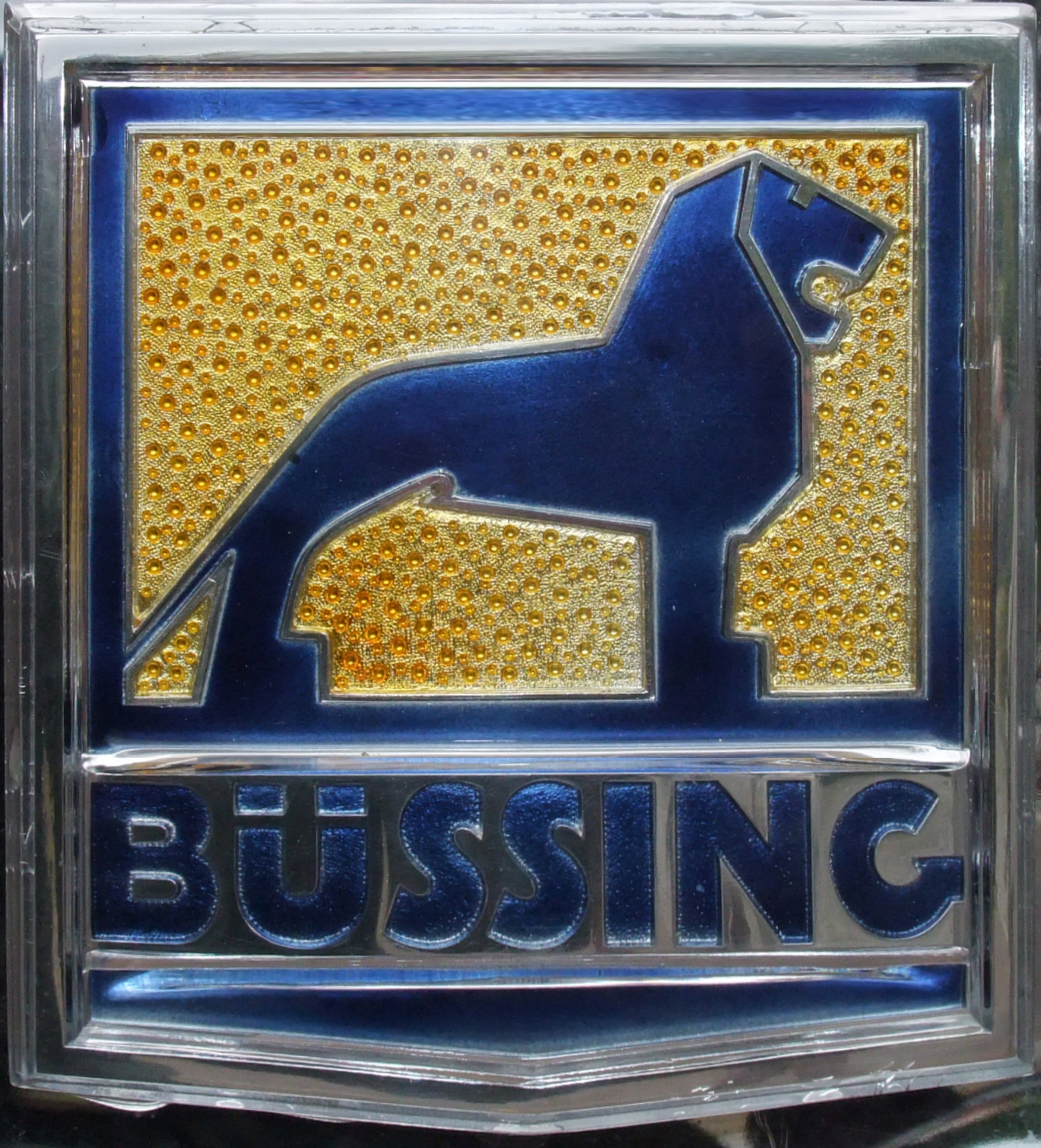
Das von Fischer entworfene Büssing-Logo: Der stilisierte Braunschweiger Löwe in den Landesfarben Blau und Gelb

Während seiner Zeit bei Büssing entwarf Fischer Anfang der 1920er Jahre ein neues Logo als Marke für das Automobil-Unternehmen – einen stilisierten Braunschweiger Löwen in den Farben des alten Herzogtums Braunschweig, Blau und Gelb. Am 10. Juni 1923 ließ die Automobilwerke H. Büssing AG Fischers Fassung markenrechtlich schützen. Das Logo ist in abgewandelter Form noch heute auf den Nutzfahrzeugen des Büssing-Nachfolgers MAN zu sehen.

### Tier- und Landschaftsfotograf

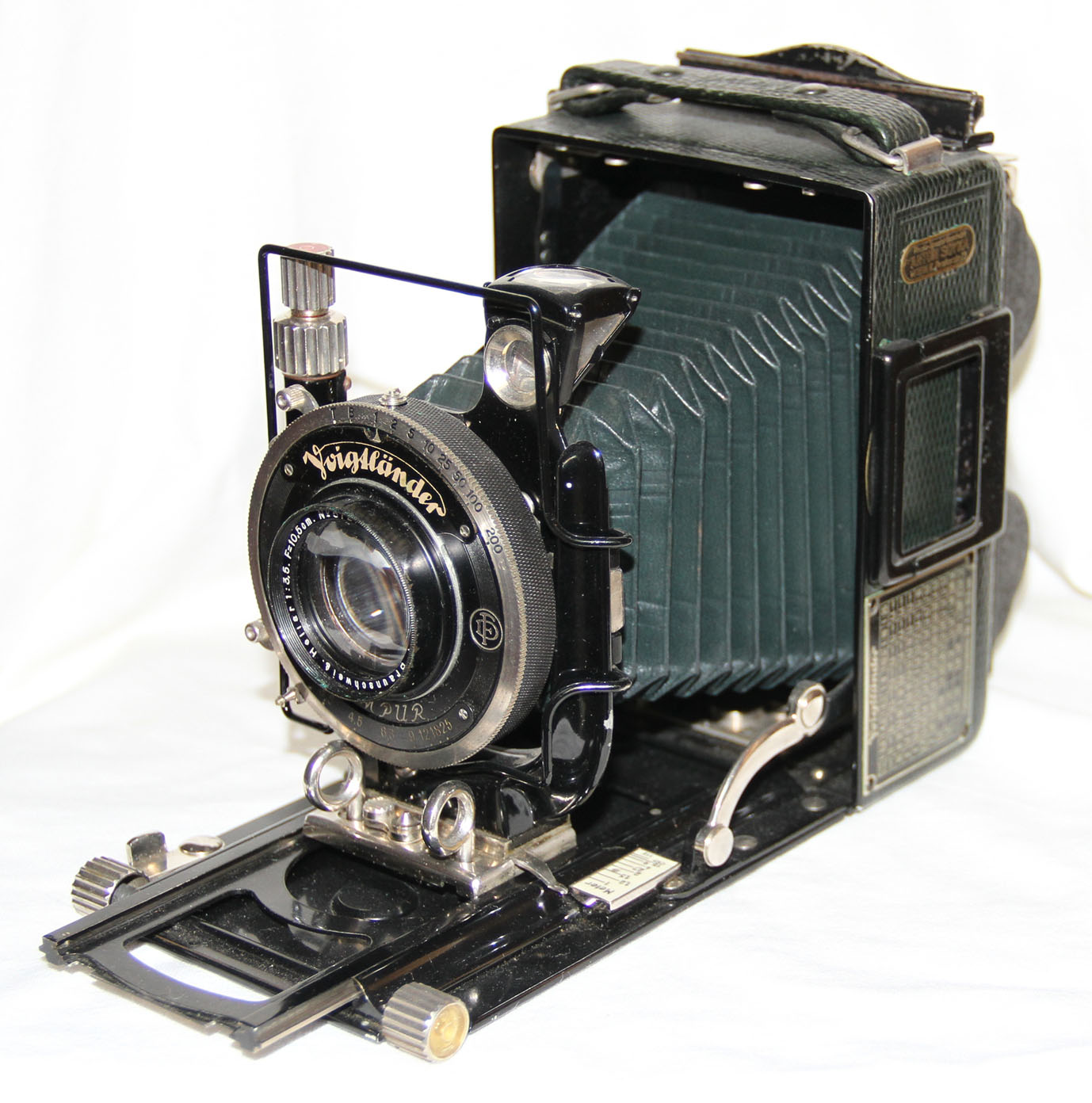
Voigtländer-Balgenkamera Typ „Bergheil“ von 1932. Mit diesem Typ machte Fischer viele seiner Aufnahmen.

Gefördert durch Hermann Meerwarth, Direktor des Naturhistorischen Museums in Braunschweig, wandte sich Fischer mehr und mehr der Tierfotografie zu. Meerwarth war es auch, der Fischer 1912 mit dem „Heidedichter“ Hermann Löns bekannt machte. Fischer illustrierte in der Folge zahlreiche Bücher Löns’ mit Fotografien der Heide-Fauna und -Flora.
1923 machte sich Fischer als Fotograf selbständig. Seine Arbeiten fanden ab den 1930er Jahren internationale Beachtung. Für seine Tieraufnahmen, die er u. a. mit einer Voigtländer-Kamera vom Typ „Bergheil“ machte, entwickelte er neue Aufnahmetechniken und Tarnvorrichtungen, um möglichst nah an die Tiere zu kommen, ohne sie zu stören. Weltweite Beachtung erhielten seine Fotos, als sie im Natural History Museum in London gezeigt wurden.
1926 gewann Fischer den ersten Preis für seinen Entwurf eines Gefallenendenkmals für die Stadt Bad Harzburg. Fischer hat zahlreiche Werke anderer Autoren illustriert (darunter z. B. die finnische Ausgabe von Brehms Tierleben). Er veröffentlichte über 30 eigene Bücher, darunter 1936 sein bekanntestes Tierjagd mit der Kamera (1952 in Neuauflage unter dem Titel Pirsch ohne Büchse erschienen).

### Ehrungen
Am 20. Dezember 1963 wurde Fischer das Bundesverdienstkreuz 1. Klasse verliehen. Außerdem wurde er zum Naturschutzbeauftragten für das in unmittelbarer Nähe zu seinem Wohnort gelegene Naturschutzgebiet Heiliger Hain ernannt. Von der Vereinigung amerikanischer Jagd- und Fischereiverbände in Europa wurde Fischer für seine Fotos in deren Magazin Rod and Gun („[Angel-]Rute und Büchse“) die Verdienstmedaille in Gold verliehen.

### Privatleben
Hermann Fischer war ab 1920 mit Thea Plaat verheiratet. Während des Zweiten Weltkrieges zog das Paar von Braunschweig in das 45 km nördlich gelegene Wahrenholz, wo es bis zum Rückumzug nach Braunschweig 1966 lebte. Das Ehepaar lebte zuletzt im Stadtteil Heidberg. Hermann Fischer starb am 8. Juni 1975 in Braunschweig.

### Nachlass
Gerd Lange, Inhaber eines bekannten Braunschweiger Fotogeschäfts, gelang es kurz nach Fischers Tod, 5000 Fotografien aus dessen Nachlass von Fischers Erben zu erwerben, um sie für die Nachwelt zu bewahren. Zusammen mit dem Braunschweiger Museum für Photographie organisierte Lange daraufhin eine Werkschau. Fischers fotografischer Nachlass wird heute im Städtischen Museum Braunschweig verwahrt.